# Ileana Leonidoff
Ileana Leonidoff, pseudonimo di Elena Sergeevna Pisarevskaja (Sebastopoli, 3 marzo 1893 – Lima, 1º gennaio 1968), è stata una danzatrice, coreografa e attrice russa del cinema muto.

## Biografia
Figlia di un vice ammiraglio dell'esercito, assieme alla madre e alla sorella si trasferì in Italia attorno al 1911. Fu inizialmente cantante lirica, e prese parte a diversi concerti.

Immagine di scena di Ileana Leonidoff. Anno 1925

Nel 1916 una laringite le impedì di esibirsi in uno spettacolo, ma nello stesso evento, la Leonidoff si esibì come ballerina, nelle cui vesti cominciò ad affermarsi quasi subito.
Notata da Anton Giulio Bragaglia, questi la scelse come una delle protagoniste del film futurista Thaïs, ma il suo debutto nel cinema avvenne nel 1917 nel film Il siluramento dell'Oceania. Sul grande schermo fu attiva fino al 1922, e girò complessivamente circa una ventina di pellicole.
Nel 1920 assieme al giornalista Aldo Molinari, costituì una compagnia di danza denominata Balli russi Leonidoff, nella quale Molinari si occupò delle scenografie e dei costumi degli spettacoli interpretati o coreografati dalla stessa Leonidoff. Ben presto divenne una delle più popolari danzatrici di livello internazionale, facendo numerose tournée in Italia e all'estero.
Nel 1927 divenne «prima ballerina» e direttrice del Teatro Reale dell'Opera, e successivamente aprì a Roma una scuola di ballo.
Nel 1932 lasciò l'Italia per una lunga tournée estera assieme al suo partner Dmitrij Rostoff, e diversi anni più tardi emigrò in Sudamerica, dove proseguì le sue attività. La Leonidoff ottenne i suoi maggiori successi nell'immediato dopoguerra in particolare in Ecuador e Bolivia, ed in quest'ultimo paese ricevette nel 1953 delle onorificenze da parte del presidente Víctor Paz Estenssoro.
Si trasferì in Perù, dove visse tra il 1962 e il 1965. A tutt'oggi rimangono ignote le informazioni biografiche relative agli ultimi anni di vita dell'artista russa.

## Filmografia parziale
- Il siluramento dell'Oceania, regia di Augusto Genina (1917)
- Thaïs, regia di Anton Giulio Bragaglia (1917)
- Perfido incanto regia di Anton Giulio Bragaglia (1917)
- Attila, regia di Febo Mari (1918)
- Maria di Magdala, regia di Aldo Molinari (1918)
- Saffo, regia di Aldo Molinari (1918)
- Stradivarius, regia di Vasco Salvini (1918)
- Kittra fiore della notte, regia di Mario Corsi (1919)
- Giuliano l'apostata, regia di Ugo Falena (1919)
- Il mistero della casa di fronte, regia di Eleuterio Rodolfi (1919)
- Giuditta e Oloferne, regia di Aldo Molinari (1920)
- Il volo degli aironi, regia di Ugo Falena (1920)
- Il principe di Kaytan, regia di Aldo Molinari (1922)
- La sacra Bibbia, regia di Pier Antonio Gariazzo (1922)